# Azerbaidjanul Mare
Azerbaidjanul Mare (în azeră Bütöv Azərbaycan) este un concept iredentist cu scopul de a uni toate teritoriile și regiunile istorice populate de azeri în compoziția Azerbaidjanului.